# Клиберн (Техас)
Кли́берн (англ. Cleburne) — город в США, расположенный в центральной части штата Техас, административный центр округа Джонсон. По данным переписи за 2010 год число жителей составляло 29 337 человек, по оценке Бюро переписи США в 2015 году в городе проживало 30 020 человек.

## История

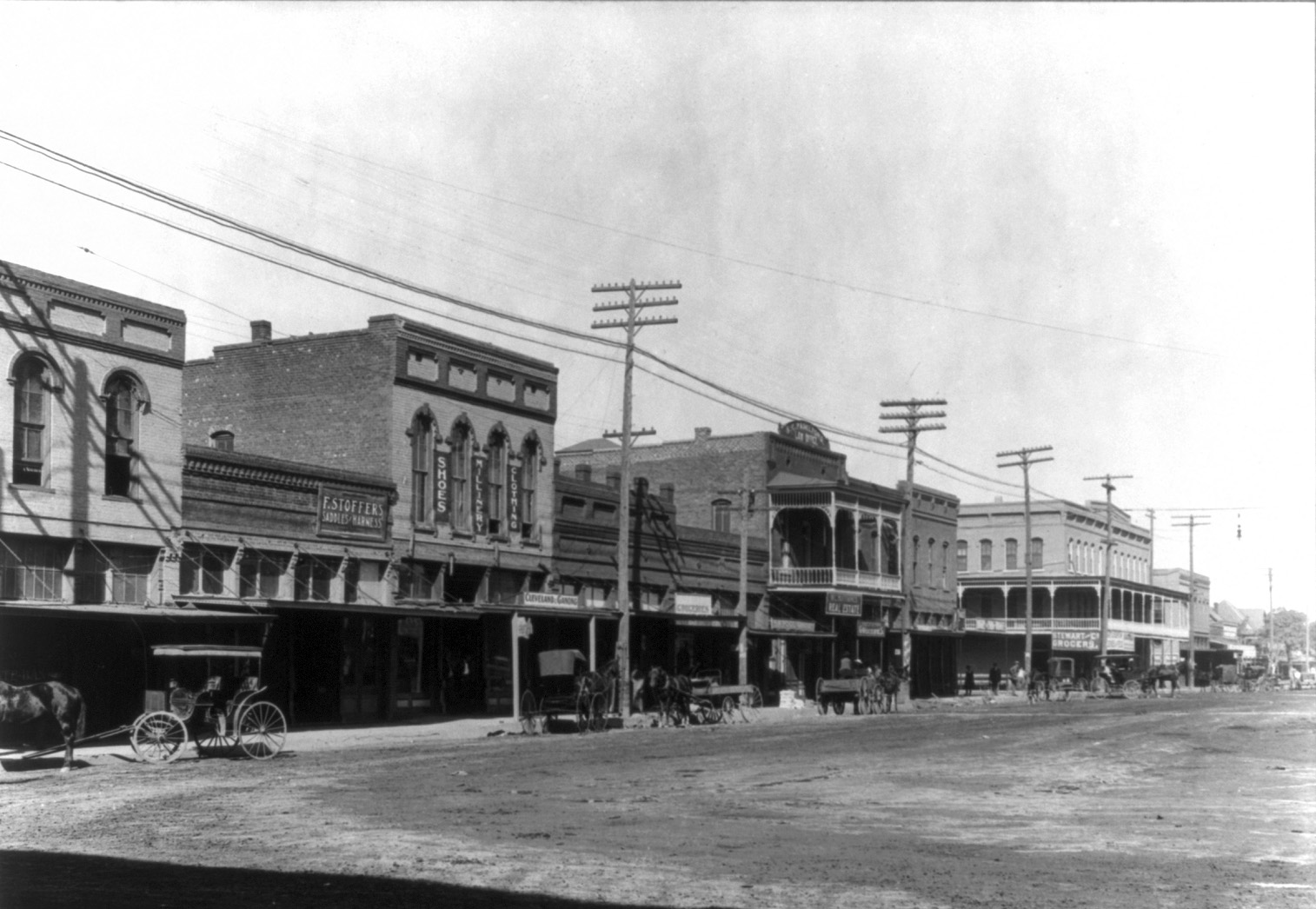
Главная улица Клиберна в 1910-х годах

До появления поселения по территории местного города проходила дорога между крепостями Форт-Белкнап и Форт-Грэм. Место, имевшее доступ к питьевой воде из ручья Уэст-Баффало-Крик, привлекало перегонщиков скота с расположенной неподалёку дороге Чисхолм-Трейл. Во время гражданской войны, на местности располагался бивуак солдат округа Джонсон, направлявшихся на войну. Временный лагерь получил название Кэмп-Хендерсон, а 23 марта 1867 года поселение получило статус постоянного, когда потребовалось выбрать новый административный центр округа. Новый город был назван в честь военнокомандующего Патрика Клейберна, под командованием которого в гражданской войне воевало большинство солдат округа.
В 1868 году в городе начался выпуск первой газеты «Cleburne Chronicle», в 1868—1872 годах в городе функционировала церковная школа Cleburne Male and Female Institute. В 1871 году город получил устав, началось формирование органов местного управления. С приходом в 1881 году в город железной дороги Gulf, Colorado and Santa Fe из Форт-Уэрта в Темпл а в 1882 году Chicago, Texas and Mexican Central Railway до Далласа, значимость Клиберна как транспортного центра округа увеличилась, в 1887 году был проведён участок до Уэтерфорда. В 1898 году железная дорога Gulf, Colorado and Santa Fe построила цех в Клиберне, создав множество рабочих мест. В 1902 году была проведена ветка до Игана, с 1904 по 1924 год оперировала железная дорога до Тринити и долины Бразос.
В августе 1886 году Альянс техасских фермеров провёл встречу в академии Ли в Клиберне и принял политическую резолюцию, состоявшую из 17 пунктов, получившую название «Клибернские требования». Резолюция была одним из первых серьёзных документов аграрного восстания конца XIX века. В 1900 году в городе состоялась конвенция, на которой была основана Федерация труда штата Техас
В 1904 году в городе была открыта библиотека Карнеги. В 1909 году в Клиберн из Дентона переехал колледж  State Christian Junior College. В 1920-х годах, когда в городе обанкротились четыре банка и начались забастовки на железной дороге, губернатор Техаса был вынужден послать в Клиберн отряд техасских рейнджеров для поддержания порядка. В 1930-х годах к западу от города функционировал трудовой лагерь Гражданского корпуса охраны окружающей среды, создавший, в том числе, парк штата в Клиберне, открытый в 1941 году. Немецкие заключённые, содержавшиеся в Клиберне ближе к окончанию Второй мировой войны, преимущественно работали на фермах.

## География
Клиберн находится в центральной части округа, его координаты: 32°21′09″ с. ш. 97°24′33″ з. д..
Согласно данным бюро переписи США, площадь города составляет около 84,1 км2, из которых 76,6 км2 занято сушей, а 7,4 км2 — водная поверхность.

### Климат
Согласно классификации климатов Кёппена, в Клиберне преобладает влажный субтропический климат (Cfa).
| Показатель                    | Янв.  | Фев.  | Март  | Апр. | Май  | Июнь | Июль | Авг. | Сен. | Окт. | Нояб. | Дек.  | Год   |
| ----------------------------- | ----- | ----- | ----- | ---- | ---- | ---- | ---- | ---- | ---- | ---- | ----- | ----- | ----- |
| Абсолютный максимум, °C       | 32,2  | 36,7  | 38,3  | 38,9 | 41,7 | 45   | 44,4 | 44,4 | 45,6 | 40   | 32,8  | 33,9  | 45,6  |
| Средний суточный максимум, °C | 14,7  | 17,2  | 21,6  | 26   | 29,3 | 33,7 | 36,2 | 36,4 | 32,3 | 27   | 20,4  | 15,7  | 25,9  |
| Средняя температура, °C       | 8     | 10,2  | 14,4  | 18,9 | 22,9 | 27,1 | 29,2 | 29,2 | 25,4 | 19,8 | 13,6  | 9,1   | 19    |
| Средний суточный минимум, °C  | 1,3   | 3,3   | 7,3   | 11,9 | 16,4 | 20,6 | 22,2 | 22   | 18,5 | 12,7 | 6,8   | 2,4   | 12,1  |
| Абсолютный минимум, °C        | −19,4 | −18,3 | −11,7 | −3,9 | 3,3  | 9,4  | 13,9 | 10,6 | −1,1 | −6,7 | −11,1 | −20,6 | −20,6 |
| Норма осадков, мм             | 54    | 60    | 71    | 95   | 123  | 85   | 50   | 57   | 74   | 86   | 66    | 58    | 881   |
| Источник: weatherbase.com     |       |       |       |      |      |      |      |      |      |      |       |       |       |

## Население
Согласно переписи населения 2010 года в городе проживало 29 337 человек, было 10 349 домохозяйств и 7343 семьи. Расовый состав города: 82,3 % — белые, 4,4 % — афроамериканцы, 0,7 % — коренные жители США, 0,5 % — азиаты, 0,3 % (91 человек) — жители Гавайев или Океании, 9,4 % — другие расы, 2,4 % — две и более расы. Число испаноязычных жителей любых рас составило 27,1 %.
Из 10 349 домохозяйств, в 39 % живут дети младше 18 лет. 50,6 % домохозяйств представляли собой совместно проживающие супружеские пары (22,8 % с детьми младше 18 лет), в 14,1 % домохозяйств женщины проживали без мужей, в 5,7 % домохозяйств мужчины проживали без жён, 29,7 % домохозяйств не являлись семьями. В 25 % домохозяйств проживал только один человек, 10,6 % составляли одинокие пожилые люди (старше 65 лет). Средний размер домохозяйства составлял 2,73 человека. Средний размер семьи — 3,26 человека.
Население города по возрастному диапазону распределилось следующим образом: 30,6 % — жители младше 20 лет, 27,3 % находятся в возрасте от 20 до 39, 29 % — от 40 до 64, 13,1 % — 65 лет и старше. Средний возраст составляет 33,9 года.
Согласно данным опросов пяти лет с 2011 по 2015 годы, средний доход домохозяйства в Клиберне составляет 48 059 долларов США в год, средний доход семьи — 56 033 доллара. Доход на душу населения в городе составляет 22 021 долларов. Около 14,3 % семей и 18,7 % населения находятся за чертой бедности. В том числе 28,2 % в возрасте до 18 лет и 7,1 % в возрасте 65 и старше.

## Местное управление
Управление городом осуществляется мэром и городским советом, состоящим из четырёх человек. Члены совета выбираются по районам. Назначаемыми позициями в администрации города являются: 
- Сити-менеджер
- Муниципальный судья
- Финансовый директор
- Глава полиции
- Глава пожарной охраны
- Начальник отдела кадров
- Городской секретарь
- Начальник отдела парков и отдыха
- Директор отдела общественных работ

## Инфраструктура и транспорт
Через Клиберн проходят автомагистраль 67 США, а также автомагистрали штата Техас 171 и 174. С Форт-Уэртом город соединён платной автомагистралью Chisholm Trail Parkway.
В городе располагается региональный аэропорт Клиберн. Аэропорт располагает одной взлётно-посадочной полосой 1736 метров. Ближайшими аэропортами, выполняющими коммерческие рейсы, являются Даллас/Лав-Филд и Даллас/Форт-Уэрт. Оба аэропорта находятся примерно в 90 километрах к северо-востоку от Клиберна.

## Образование
Основная часть города обслуживается независимым школьным округом Клиберн. В городе действует частная школа Cleburne Christian Academy.
В Клиберне находится филиал колледжа Хилл.

## Экономика
Согласно финансовому отчёту за 2015—2016 финансовый год, Клиберн владел активами на $242,05 млн., долговые обязательства города составляли $190,66 млн. Доходы города в 2016 году составили $65,46 млн., а расходы — $58,91 млн.
Крупнейшими работодателями в городе являются:
| Работодатель                       | Число работников |
| ---------------------------------- | ---------------- |
| Независимый школьный округ Клиберн | 968              |
| Walmart Distribution               | 916              |
| Округ Джонсон                      | 598              |
| Филиал колледжа Хилл в Клиберне    | 455              |
| Walmart                            | 450              |
| Johns-Manville Corporation         | 415              |
| Texas Health Resources Hospital    | 413              |
| Город Клиберн                      | 350              |
| James Hardie Building Products     | 237              |
| Supreme Corp of Texas              | 175              |

## Отдых и развлечения
Рядом с городом располагается парк штата в Клиберне, популярное место для пеших прогулок, плавания, рыбалки и туризма.
Власти города заведуют водной площадкой Splash Station, предназначенной для людей любого возраста. Для детей функционирует спортивный комплекс Клиберна. В комплексе площадью 390 000 м2 находятся семь полей для бейсбола, два поля для американского футбола и 20 футбольных полей.
В историческом центре города круглый год функционирует 158-местный театр компании Plaza Theatre Company. Театр ставит несколько мюзиклов и комедий в год, с момента создания в ноябре 2006 года организация получила несколько театральных наград.
На юго-западе города, там где располагался первый центр округа Джонсон, находится музей под открытым небом Johnson County Chisholm Trail Museum. На территории музея находится первое здание суда округа, являющееся первым бревенчатым зданием суда в Техасе. Также, там расположены однокомнатная школа, тюрьма, железные двери которой сохранены со времён её функционирования, амбар и восстановленный дилижанс, участвовавший в съёмках двух ранних фильмов Джона Уэйна. Там же располагается музей индейской культуры Big Bear Native American Museum. Музей признавался одним из лучших музеев под открытым небом в Техасе.
Местное сообщество защитников истории спонсирует проведение мероприятий Candlewalk и Tour the Homes во время рождественского сезона.

## Город в популярной культуре
В 1998 году в Клиберне проходили съёмки фильма «Still Holding on: The Legend of Cadillac Jack» с Клинтом Блэком в роли звезды родео Джека Фейвора, ошибочно обвиняемого в 1967 году в двух убийствах в Хафтоне, штат Луизиана.